# ブリッジマン・アート・ライブラリ対コーレル・コーポレーション事件
ブリッジマン・アート・ライブラリ対コーレル・コーポレーション事件 (The Bridgeman Art Library, Ltd. v. Corel Corporation, 36 F. Supp. 2d 191 (S.D.N.Y. 1999)) とは、パブリックドメインに属する画像を写真術によって正確に複製した場合、その複製は創作性を欠くために著作権の保護の対象とならないとされたニューヨーク南部連邦地方裁判所おける裁判である。原図に忠実に複製するために要求される技術や経験、労力が甚大な場合であっても、アメリカ合衆国法の下で著作物と認められるためには、十分な創作性が示されている必要があると判示された。

## 事実
事件は、ブリッジマン・アート・ライブラリが製作した、パブリックドメインに属する絵画を元とする高画質のスライド写真を、コーレル・コーポレーションが再利用する権利に対し、ブリッジマン・アート・ライブラリが異議を唱えたことに端を発する。

## 論旨
ブリッジマン･アート･ライブラリは、スライドの製作に要した労力を強調し、これらの事件により損害を被る可能性があるとしたが、ここで言う労力とは、オリジナルに可能な限り忠実なスライド（美術研究者や歴史研究者にとっては価値のあるものである）を再製するのを確実にするための労力であり、したがって、目的から言っても創作性に欠くものではあった。
また、同ライブラリは、こうした複製がイギリス及びウェールズ法において保護されると考えられることも強調したが、裁判所は、アメリカ合衆国内における著作物の利用について他国の法を適用することを認めなかった上で、イギリスにおいても、原告の主張するような解釈が複製に対して適用されうるか疑義を呈し、次のように述べた。「著作物性の有無を定める法についての本法廷による結論は、原告の指摘に疑義を呈するものであり、また仮にイギリス法を適用したとしても、原告の主張するような著作権の存在は認められないものと考えるものである」

## 判決
判決は、被告コーレル・コーポレーションを支持するものだった。

## 判例としての影響
この事件は、所蔵品の複製写真の使用料に収入を頼っていた、各地の美術館や博物館に大きな波紋を広げた。もっともこの判決は、三次元の物体を撮影した写真には適用されないとみなされている。三次元の物体をどのように撮影するかには、創作性が必ず発揮されると考えられるためである。イースタン・アメリカ・トリオ・プロダクツ対タン・エレクトロニック・コーポレーション事件（2000年）の判決においても、「『単なるコピー』以上のものが反映されている写真であれば、どのようなものであれ、広い意味での著作権の適用範囲にある」と判示された。
他、連邦裁判所においてはブリッジマン事件が判例として援用されたことがあるものの、今のところ最高裁判所から特定的に援用されたことはない。その上、どの区の巡回控訴裁判所からも例証されたことがないということは、つまり法的権威の保証がない、一地方裁判所の一見解に過ぎないと見ることもできる。しかしながら、電話帳の著作物性をめぐって争われたフィースト・パブリケーション対ルーラル・テレフォン・サービス事件（1991年）の判決において、最高裁判所は、作業の困難さなどを著作権の構成要素とすることを否定しており、これはブリッジマン事件の判決の論拠のひとつとなるものである。
また、この裁判の結果、古い美術品の画像をフェアユースの抗弁に拠らず幅広く使用・再利用することが可能となった。たとえば、フリーなメディアの集積を目的とするウィキメディア・コモンズには、古い絵画のデジタルコピーが多数集められており、パブリックドメインに属するものとして扱われている。

## 合衆国外の状況
ブリッジマン・アート・ライブラリ対コーレル・コーポレーション事件の判決がイギリス及びウェールズ法に触れていることを受けて、イギリスのミュージアムズ・コピーライト・グループはこの事件についてのレポートを2004年に公表している。同グループは、このレポート中で、この裁定を「イギリスにおいてなんら拘束力を持つものではなく、アメリカ合衆国においてすら権威を持つか疑わしい。この判決は博物館や美術館が所蔵品の利用者に対し許諾や契約を求める方式に影響を及ぼすものではなく、商用利用者によって博物館や美術館の立場が不当に貶められることに対する真摯な配慮を欠くものである」とした。また、イギリスにおける著作権問題の専門家である勅選弁護士ジョナサン・レイナー・ジェイムスも同グループの見解を支持し、「被写体が、彫刻等立体性を有するものであるならばより明白ではあるが、絵画等平面的なものであっても（中略）かかわりなく、原則として、美術品の写真はイギリス法においては著作権が保護されるとするのが適切である」と述べている。イギリスの博物館や美術館は、これを元に、所蔵品の複製写真に対して著作権を主張し続けている。
一方、同じ欧州連合国でも、ドイツやオランダではブリッジマン事件と同様の判例がある。また、日本においても絵画の複製写真には写真家の著作権が生じないとするのが一般的であり、江戸時代の絵画の肉筆複製画4点の二次的著作物性をめぐって争われた事件においてすら、4点のうち2点につき、創作的表現の欠落のため二次的な著作物性が認められないという判決が下されている。